# 요코하마 FM 방송

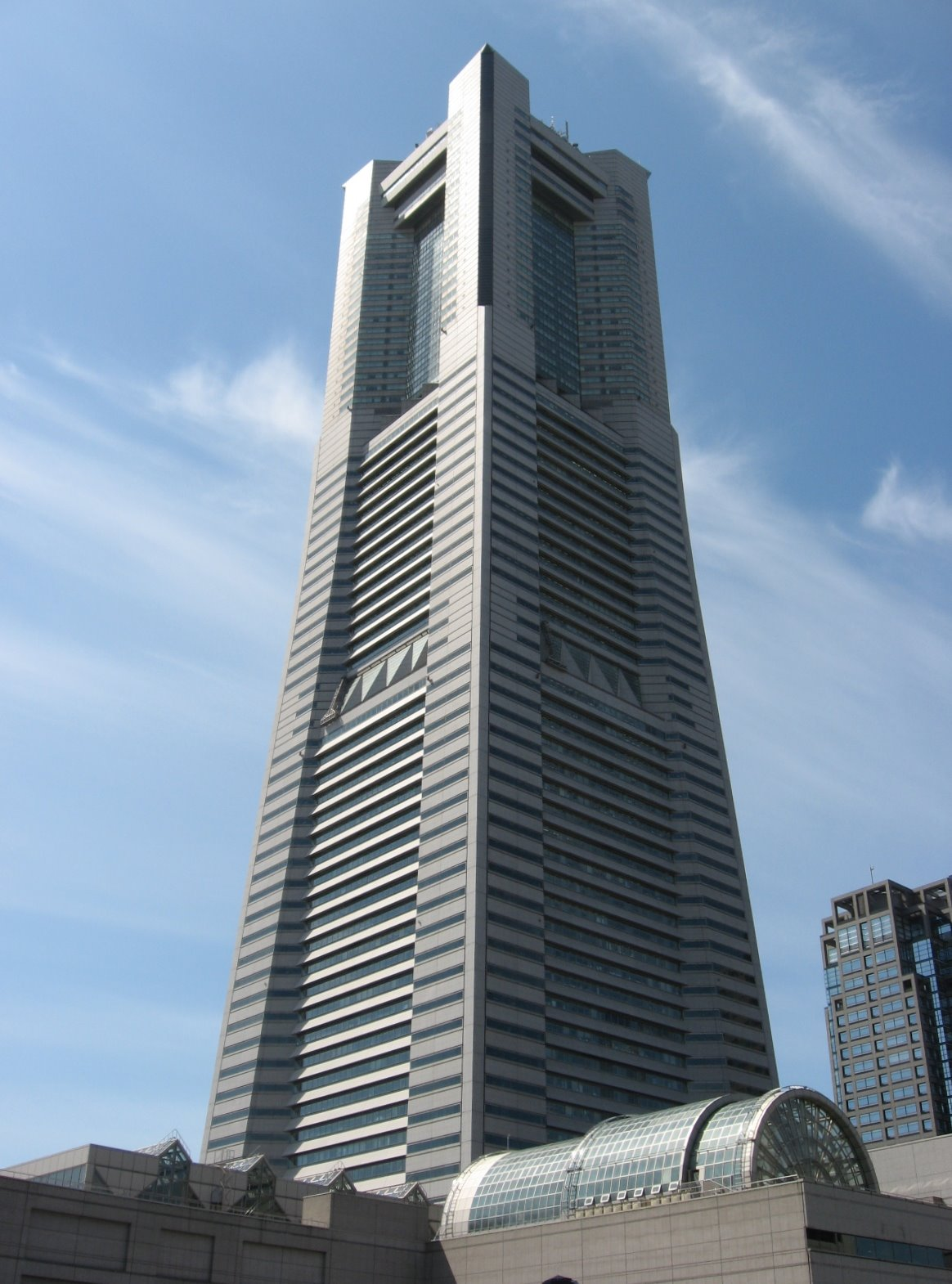
본사가 위치한 요코하마 랜드마크 타워

요코하마 FM방송은 일본의 FM라디오 방송국으로 가나가와현에서 방송을 실시하고 있다.
약칭은 YFM, 애칭은 Fm yokohama 84.7(혹은 FMヨコハマ), 콜사인은 JOTU-FM이다.

## 주파수
- 요코하마 본국 84.7MHz(5Kw)
- 오다와라 중계국 80.4MHz(100w)
- 이소고 중계국 87.0MHz(100w)

## 보충서술
- 1985년 12월 20일 일본에서 21번째로 개국한 FM방송국으로 간토광역권에서는 1970년 4월 26일 개국한 FM도쿄, 1985년 10월 1일 개국한 FM군마에 이어 3번째로 개국한 민영 FM 방송국이다.
- 개국 당시 "오른쪽으로 몇 센티미터만 가면 여름입니다"라는 슬로건을 사용했는데 이는 기존에 존재하던 FM 방송국 주파수[1]가 있는 쪽에서 오른쪽(주파수가 높은쪽)으로 몇 센티미터만 돌려[2] '여름 = 불타는 청년의 이미지를 가진 FM 요코하마를 수신하자'는 의미를 담고 있었다고 한다.[3]
- 2011년 3월 31일까지 전화를 통해서 청취가 가능했지만[4] 인터넷 라디오 방송 서비스 radiko를 시작하면서 서비스를 종료했다.
- 2013년 6월 24일 난시청 해소를 위해 요코하마시 엔카이산에 있던 송신소를 하다노시에 있는 오야마산으로 이전했으나, 옛 송신소 주변지역에서 발생한 난시청 문제를 해결하기 위해 2015년 11월 8일 요코하마시 이소고구에 이소고 중계국을 개국하였다.

## 가나가와현에 있는 다른 텔레비전·라디오 방송국
- NHK 요코하마 방송국
- TV 가나가와(tvk)(독립 텔레비전 방송국)
- RF라디오닛폰(RF)(독립 라디오 방송국)